# Euriphene grosesmithi
Euriphene grosesmithi är en fjärilsart som beskrevs av Otto Staudinger 1891. Euriphene grosesmithi ingår i släktet Euriphene och familjen praktfjärilar. Inga underarter finns listade i Catalogue of Life.

## Bildgalleri

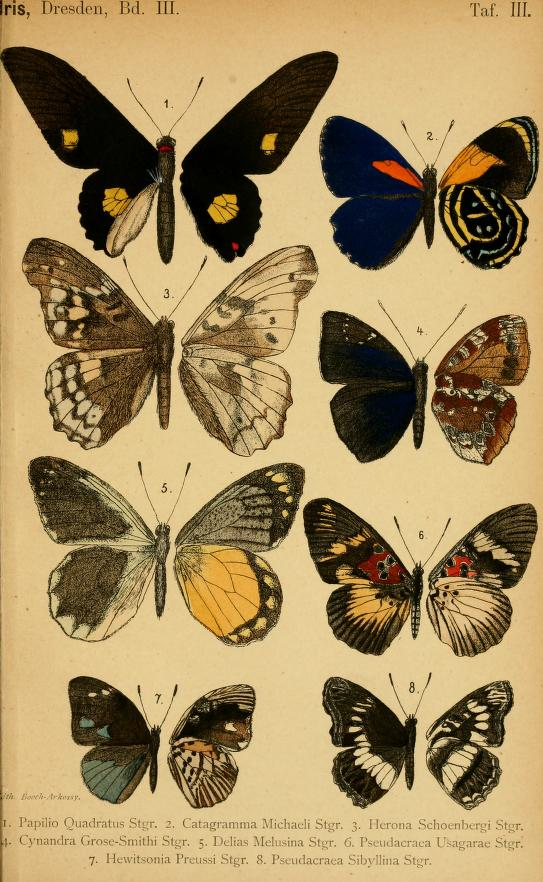
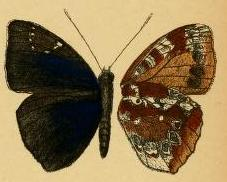